# Bowe Bergdahl

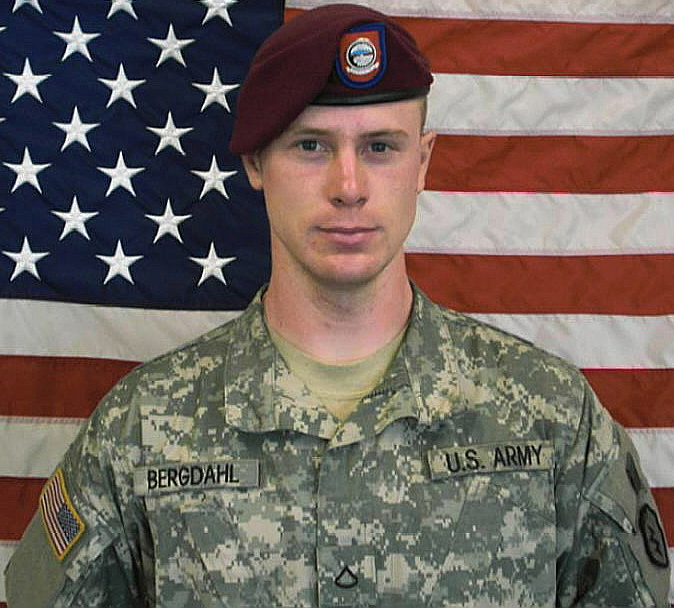
Bowe Bergdahl (als Private First Class, 2009)

Bowe Robert Bergdahl (* 28. März 1986 in Sun Valley, Idaho) ist ein ehemaliger Sergeant der United States Army. Bergdahl kam nach fünfjähriger Gefangenschaft in Afghanistan am 31. Mai 2014 wieder frei, dieses galt als „Heimkehr von ‚Amerikas letztem Gefangenen aus den Kriegen im Irak und in Afghanistan‘“. Als Gegenleistung übergaben die USA fünf Guantánamo-Häftlinge an Katar.

## Leben
Bergdahl wurde 1986 als Sohn von Jani und Robert Bergdahl in Idaho geboren. Die Familie hat norwegische Wurzeln. Sein Vater arbeitet als Kurierfahrer.
Bowe Bergdahl ging nie zur Schule, sondern wurde, wie seine ältere Schwester, daheim von der Mutter unterrichtet. Im Herbst 2008 erhielt er eine 16-Wochen-Ausbildung an der Infantry School in Fort Benning, Georgia. Er war Mitglied des 1st Battalion, 501st Infantry Regiment, 4th Brigade Combat Team, 25th Infantry Division. Er war in Fort Richardson, Alaska, stationiert.

### Einsatz im Krieg in Afghanistan
Bergdahl wurde ab März 2009 in der asymmetrischen Kriegführung in der Strategie der Aufstandsbekämpfung (engl.: Counterinsurgency (COIN)) auf einer US-Militärbasis, dem Außenposten Mest Malak bei der Stadt Yahya Khel, in der Provinz Paktika nahe der Grenze zu Pakistan eingesetzt. Die US-Armee beschrieb Paktika als eine zu 99 % ländlich geprägte Region des Landes, in der nur 6 % der Haushalte Zugang zu Elektrizität hat. Dort lernte Bergdahl etwas Paschtunisch. Angeblich trat er immer wieder in Kontakt mit der afghanischen Bevölkerung und verbrachte mehr Zeit mit ihnen als mit seinem Platoon (Zug).
Investigativjournalist Michael Hastings veröffentlichte zwei lange Artikel im Magazin Rolling Stone über diese Zeit des Krieges in Afghanistan. Der erste, The runaway General („Der abtrünnige General“), führte zur sofortigen Entlassung des NATO-Oberbefehlshabers in Afghanistan, General Stanley McChrystal, wegen Insubordination und zu gravierenden Umbesetzungen in der Befehlskette beim Zentralkommando der Vereinigten Staaten und dem Oberbefehlshaber der ISAF-Truppen in Afghanistan. Der zweite Artikel, America’s Last Prisoner of War, über den als vermisst und gefangen gemeldeten Soldaten Bergdahl war wie der zuvor veröffentlichte Beitrag über General McChrystal ein Schlüsselbericht. Darin wurde thematisiert, dass der später von den Republikanern heftig kritisierte Gefangenenaustausch von fünf Insassen des Guantánamo-Militärgefängnisses gegen den Gefangenen Bergdahl schon damals von der US-Regierung geplant und bereits im Parlament diskutiert wurde.

### Gefangenschaft
Im Juni 2009 geriet Bergdahl in Kriegsgefangenschaft. Ein Kommandeur des Haqqani-Netzwerkes berichtete der Nachrichtenagentur AFP am Telefon Details aus der Gefangenschaft Bergdahls. Bergdahl war nach diesen Informationen nach seiner Entführung im Juni 2009 zunächst in Ostafghanistan und dann vom Haqqani-Netzwerk im pakistanischen Stammesgebiet Nord-Wasiristan versteckt worden.
Die Familienmitglieder des Haqqani-Netzwerks spielten eine wichtige Rolle bei der Freilassung von Bergdahl. Prominent wurde ein Foto Bergdahls mit Badruddin Haqqani, der 2012 durch einen Drohnenangriff getötet wurde. Bergdahls Kameraden warfen ihm nach der Veröffentlichung des Fotos Verrat vor.

### Freilassung
Die Taliban hatten die Freilassung von fünf Guantánamo-Häftlingen zur Bedingung für Friedensgespräche mit der afghanischen Regierung gemacht. Erste Kontakte zu den Taliban waren in den vergangenen Jahren immer wieder abgerissen, weil sich die US-Regierung weigerte, die Guantánamo-Häftlinge freizulassen. Eine entscheidende Rolle bei der Vermittlung zwischen den Taliban und der US-Regierung spielte dann Katar. In Katar unterhielten die Taliban lange Zeit ein offizielles Taliban-Verbindungsbüro. Schließlich erklärte sich die Obama-Regierung bereit, im Gegenzug die fünf Guantánamo-Häftlinge nach Katar zu überstellen, wo sie mit ihren Familien leben konnten. Eine Weiterreise nach Afghanistan sollte ihnen zunächst für ein Jahr nicht gestattet sein. Bei den fünf freigelassenen Männern handelt es sich um:
- Abdul Haq Wasiq (ehemals stellvertretender Taliban-Geheimdienstchef),
- Mullah Norullah Nori (ehemals Taliban-Kommandanten in Masar-e Scharif),
- Khirullah Said Wali Khairkhwa (ehemals Taliban-Innenminister mit direkten Verbindungen zu Mohammed Omar und Osama bin Laden; die USA gehen davon aus, dass er einer der führenden Opium-Lords von West-Afghanistan gewesen ist),[9]
- Mohammed Nabi Omari (ehemals Sicherheitschef von Qalat in der Provinz Zabul) und später Funker im Kommunikationsbüro der Taliban in Kabul, 2002 verließ er jedoch die Taliban, um Autos zu verkaufen, und arbeitete als Undercover-Agent der CIA.[10]
- Mohammad Fazl (Vizeverteidigungsminister und von Human Rights Watch als Mittäter bei Kriegsverbrechen aus dem Jahr 2000 und 2001 gegen die schiitische Bevölkerung bezeichnet).[11][12]

Obama zufolge gab Katar Sicherheitsgarantien zum Schutz der USA vor Racheakten ab. Der katarische Emir Tamim Al Thani erklärte sich gegenüber der US-Regierung bereit, die fünf Männer zu überwachen und ein Jahr lang nicht ausreisen zu lassen. Er beschrieb außerdem die Schließung von Guantánamo auf Kuba als sein erklärtes Ziel. Auch die deutsche Bundesregierung unterstützte seit Jahren ein Wiedereingliederungsprojekt für ehemalige Kämpfer der regierungsfeindlichen Kräfte: Im Rahmen des auf fünf Jahre angelegten Friedens- und Reintegrationsprogramms der afghanischen Regierung (Afghanistan Peace and Reintegration Programme, APRP) steht die Zahl der reintegrierten Kämpfer inzwischen bei etwa 8.500, davon rund 3.100 in Nordafghanistan. Die Bundesregierung hat das Programm bislang mit über 30 Mio. Euro unterstützt und ist nach Japan zweitgrößter Geber. Deutschland setzte die Unterstützung auch 2014 fort.
Am 31. Mai 2014 wurde Bergdahl nahe der Grenze zur pakistanischen Provinz Chost lokalisiert und von einem Sondereinsatzkommando der US-Special Forces von der Bagram Air Base an Bord eines Hubschraubers genommen. 18 Taliban waren bei der Gefangenenübergabe zugegen. Von einer US-Militärbasis in Afghanistan wurde Bergdahl zur Ramstein Air Base geflogen und dann medizinisch im Landstuhl Regional Medical Center bei Kaiserslautern versorgt. Die Klinik ist das größte US-Lazarett außerhalb der USA. Dort wurde er auch auf das Treffen mit seinen Eltern in den USA vorbereitet.
US-Sicherheitsberaterin Susan Rice sagte unmittelbar nach Bergdahls Befreiung, er habe „mit Ehre und Auszeichnung“ gedient. Im Rosengarten des Weißen Hauses bedankte sich US-Präsident Obama nach der Freilassung Bergdahls in seiner Stellungnahme sowohl beim Emir von Katar als auch bei der afghanischen Regierung für deren Vermittlertätigkeit und betonte, die US-Regierung habe jahrelang auf die Freilassung des letzten Gefangenen des Irak- und Afghanistan-Krieges hingearbeitet. Der Vater Bergdahls lernte Paschtu, um mit den Entführern per Videobotschaft zu kommunizieren. Er sagte bei einer Pressekonferenz mit einem langen Bart vor dem Weißen Haus auf Paschtu: „Ich möchte Bowe, der mittlerweile wahrscheinlich Schwierigkeiten hat, in seiner Muttersprache zu kommunizieren, auf Paschtu nur eines sagen. Ich bin dein Vater, Bowe.“
Für Obama markierte die frohe Botschaft der Kriegsheimkehr Bowe Bergdahls das Ende einer Woche, in der er den endgültigen Afghanistan-Rückzug Ende 2016 versprach.

### Anklage und Urteil
Bergdahl ist nach seiner Rückkehr in die USA nicht in der Öffentlichkeit erschienen. Im März 2015 wurde bekannt, dass er wegen Fahnenflucht und Fehlverhalten vor dem Feind angeklagt wurde. Eine Untersuchung war zuvor zu dem Ergebnis gekommen, dass er seinen Posten „gezielt und freiwillig“ verlassen habe. Ein militärisches Geschworenengremium sollte sich des Falls annehmen und ihn gegebenenfalls für den eigentlichen Prozess an ein Kriegsgericht weiterreichen. Bei einem Schuldspruch drohten Bergdahl bis zu 28 Jahre Haft, die unehrenhafte Entlassung aus der Armee mit dem Verlust seiner Bezüge und der Aberkennung des militärischen Rangs.
Am 16. Juni 2014 erklärte die US Army, sie habe Ermittlungen über den Fall Bergdahl aufgenommen. Am 25. Juni gab sie jedoch bekannt, es gäbe keinen Beweis (no evidence), dass Bergdahl während der Jahre seiner Gefangenschaft in Afghanistan an irgendeinem Fehlverhalten beteiligt war (engaged in any misconduct).
Im Juli 2014 nahm Bergdahl wieder seinen Dienst in Fort Sam Houston in San Antonio in Texas auf.
Im August 2014 wurde eine weitere Untersuchung durch Major General Kenneth Dahl angekündigt. In deren Verlauf sagte Bergdahl aus, er habe seine Stellung im Juni 2009 verlassen, um über „Fehlverhalten in seiner Einheit“ zu berichten, und dass er vorgehabt habe, schnell zurückzukehren.
Seinem Anwalt erklärte Bergdahl, er glaubte seinerzeit, nur dadurch Aufmerksamkeit für seine Bedenken erlangen zu können, indem er die Information direkt zu einem leitenden Offizier bringe.
Im September 2015 fand ein weiteres Hearing in Fort Sam Houston statt. Dort sagte Dahl aus, dass er keinen Beweis gefunden habe, der nahelege, dass Bergdahl den Taliban zustimmend gegenüberstand (sympathetic to the Taliban) oder dass er desertieren wollte. Weiterhin sei kein Soldat umgekommen bei dem Versuch, Bergdahl zurückzuholen. Eine Inhaftierung wäre letztlich eine „unangemessene“ Strafe für Bergdahl.
Am 3. November 2017 wurde er zu insgesamt 10.000 $ Geldstrafe verurteilt, degradiert und unehrenhaft aus dem Militär entlassen.

## Reaktionen
Der Taliban-Sprecher Sabihullah Mudschahid warnte davor, zu viel in die Freilassung der Guantánamo-Häftlinge hinein zu interpretieren. Es habe sich nur um „einen Austausch von Kriegsgefangenen“ gehandelt. Nach dem damaligen Stand verblieben noch 149 Häftlinge in dem umstrittenen US-Lager auf Kuba, darunter zwölf Afghanen.
Die afghanische Regierung in Kabul protestierte vehement gegen die Auslieferung der fünf Guantánamo-Häftlinge an Katar. Das afghanische Außenministerium betonte, dies sei illegal, weshalb die Männer unverzüglich freigelassen werden müssten. Gemäß dem Völkerrecht „dürfe keine Regierung den Bürger eines Landes als Gefangenen an einen Drittstaat“ ausliefern. Der Präsident Hamid Karsai zeigte sich über den Gefangenenaustausch empört und warf den USA vor, den Friedensplan nicht mehr zu unterstützen. Er fragte, wie der Gefangenenaustausch mit den USA so reibungslos habe verlaufen können, wenn zur gleichen Zeit der Friedensprozess keine Fortschritte mache.
In den USA gab es eine heftige Kontroverse zwischen dem Weißen Haus, Demokraten und Republikanern über die eigenmächtigen Verhandlungen der Regierung, die zur Freilassung der fünf Gefangenen aus Guantánamo führte. Vertreter der Republikanischen Partei kritisierten den Gefangenenaustausch als Präzedenzfall, der Anreize für weitere Entführungen schaffen könnte.
Ehemalige Kameraden Bergdahls bezweifelten, dass er von den Taliban entführt wurde. Sie äußerten den Verdacht, dass er desertiert sei.
Die zweite Staffel des erfolgreichen Podcasts Serial von den Produzenten von This American Life und dem Radiosender WBEZ Chicago handelt von der Geschichte Bowe Bergdahls.